# Carl Richard Petersen
Carl Richard Friedrich Wilhelm Petersen (* 19. April 1828 in Landau in der Pfalz; † 20. März 1884 in Eschweiler) war ein deutscher Ingenieur und Vorsitzender des Vereins Deutscher Ingenieure (VDI).

## Leben
Carl Richard Petersen war Sohn des Landkommissärs Johann Wilhelm Petersen (1786–1863). Er stammte aus einer Familie, die über mehrere Generationen Geistliche und Beamte hervorbrachte. Nach Schulbesuchen in Landau und Speyer studierte er Rechtswissenschaften, zunächst in Würzburg, später in Heidelberg. Im Jahr 1848 engagierte er sich als Feldwebel bei der Landauer Bürgerwehr. Im folgenden Jahr wurde er Hauptmann einer Studentenlegion und nahm am Gefecht bei Rinnthal teil. Petersen ging nach Frankreich ins Exil und wurde in Abwesenheit zum Tode verurteilt. Er stellte sich und wurde freigesprochen, erhielt aber ein Studien- und damit Berufsverbot in Bayern. Sein Bruder August (1830–1862) nahm ebenfalls 1849 am Pfälzischen Aufstand teil. Er starb als Kaufmann in Paris.
Während seines Aufenthalts in Frankreich nahm Petersen wegen schlechter Berufsaussichten von den Rechtswissenschaften Abstand und wandte sich den technischen Wissenschaften zu, die er sich als Autodidakt aneignete. Nach Tätigkeiten im Stahl- und Walzwerk Quint bei Trier und der Kölnischen Maschinenbauanstalt in Bayenthal bei Köln wechselte er 1855 zur Phoenix AG für Bergbau und Hüttenbetrieb, wo er zunächst als Zeichner begann, dann aber als Betriebsingenieur eingesetzt wurde. 1859 wurde Petersen technischer Direktor der Steinhauser Hütte in Witten, wechselte aber drei Jahre später als Hüttendirektor zur Maschinenfabrik Englerth & Cünzer in Pümpchen bei Eschweiler. Bei diesem Unternehmen blieb er bis zu seinem Tod, 1872 bekam er dort die Generaldirektion für die Werke in Eschweiler übertragen.
Im Jahr 1856 trat Petersen dem Verein Deutscher Ingenieure bei. 1860 war er Gründungsmitglied des Technischen Vereins für Eisenhüttenwesen, Vorgänger des Vereins deutscher Eisenhüttenleute. 1868 und 1872 war er Vorsitzender des Vereins Deutscher Ingenieure. Petersen war einer der Gründer des VDI-Bezirksvereins Aachen.
Petersen war seit 1869 mit Maria Förster verheiratet, mit der er vier Söhne und zwei Töchter hatte. Einer seiner Söhne war der Eisenhüttenmann Otto Petersen.